# جيم ألين (لاعب كرة سلة)
جيم ألين (بالإنجليزية: Jim Allen)‏ (و. 1955  م) هو لاعب كرة سلة أمريكي، ولد في كارثاغ، مركز لعبه هو وسط.

## روابط خارجية
- جيم ألين على موقع الدوري الإسباني لكرة السلة (الإسبانية)
- جيم ألين على موقع كلية كرة السلة في سبورتس رفرنس.كوم (الإنجليزية)
- جيم ألين على موقع بروبوليرز (الإنجليزية)
- جيم ألين على موقع سبورتس رفرنس (الإنجليزية)